# Giuseppe Valotto

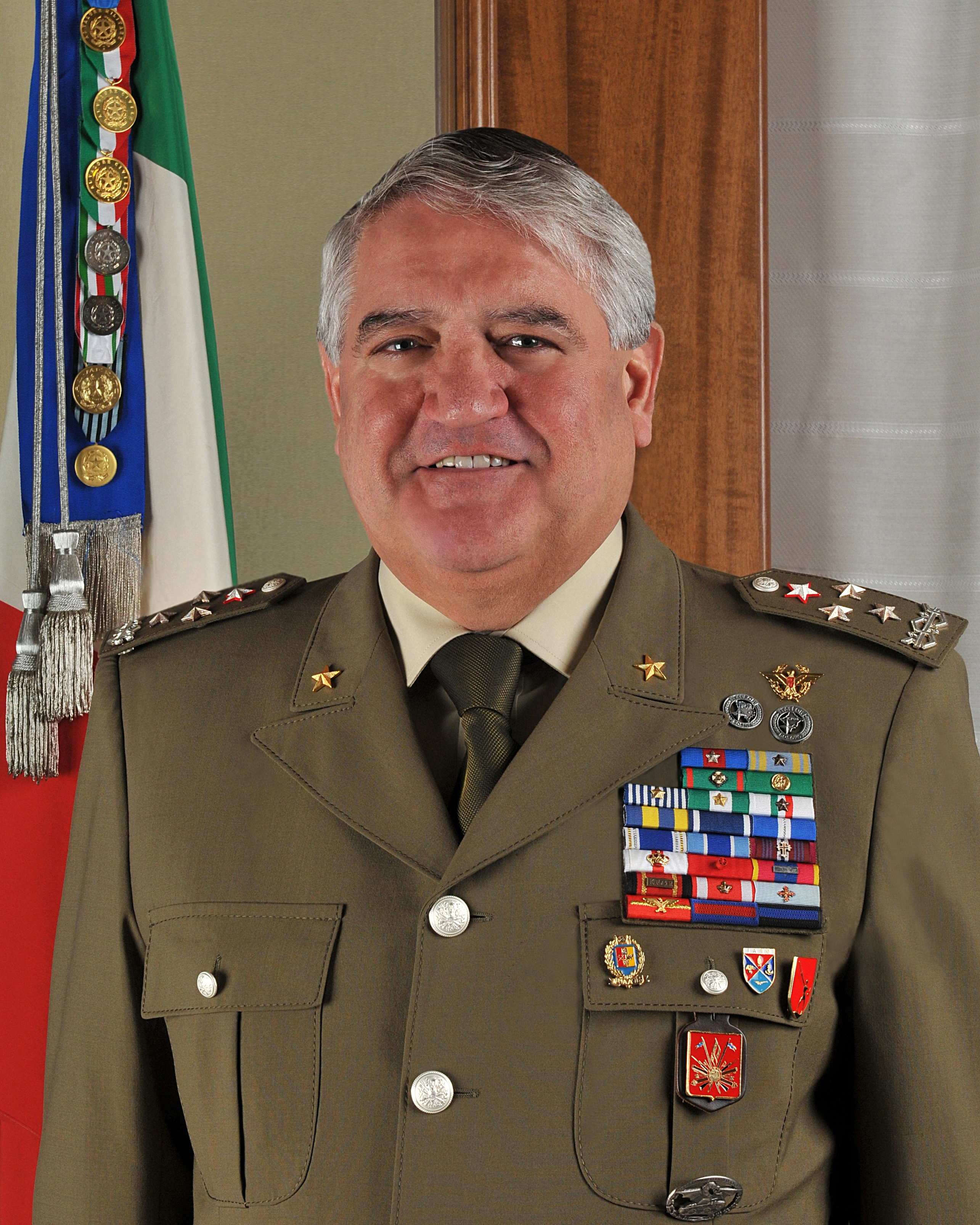
Giuseppe Valotto

Giuseppe Valotto (* 13. Oktober 1946 in Venedig) ist ein italienischer General im Ruhestand. Von 2009 bis 2011 war er Generalstabschef des italienischen Heeres, von September 2005 bis August 2006 befehligte er die KFOR-Truppe im Kosovo.

## Militärische Laufbahn
Valotto wurde an der Militärakademie in Modena und Turin ausgebildet und diente zunächst als Zugführer und Kompaniechef in der Panzertruppe. An die Militärakademie kehrte er später als Hörsaalleiter und dann als Kommandeur zurück. 1980/81 und 1984/85 absolvierte er Generalstabslehrgänge an der Führungsakademie des italienischen Heeres und war dann u. a. in der G1-Abteilung des Heeresgeneralstabs, im Stab des III. Korps in Mailand und im Verteidigungsministerium in Rom tätig.
Von 1997 bis 1999 kommandierte Valotto die Panzerbrigade Ariete, mit deren Stab er von Oktober 1998 bis April 1999 auch die Multinational Brigade North in Sarajevo führte. 1999 wurde er für zwei Jahre Leiter der Militärakademie in Modena, danach bis 2004 stellvertretender Befehlshaber des Allied Rapid Reaction Corps (ARRC) in Rheindahlen, Deutschland. Bevor er 2005 als Generalleutnant das KFOR-Kommando übernahm, leitete er noch die G1-Abteilung des Generalstabs.
Nach seinem Einsatz im Kosovo wurde Giuseppe Valotto Kommandeur der Führungsakademie der italienischen Streitkräfte. Von März 2008 bis September 2009 befehligte er das Einsatzführungskommando in Rom-Centocelle, danach übernahm er den Posten des Generalstabschefs des Heeres. Valotto übergab diesen Posten am 6. Dezember 2011 an General Claudio Graziano und trat dann in den Ruhestand.